# Judeen

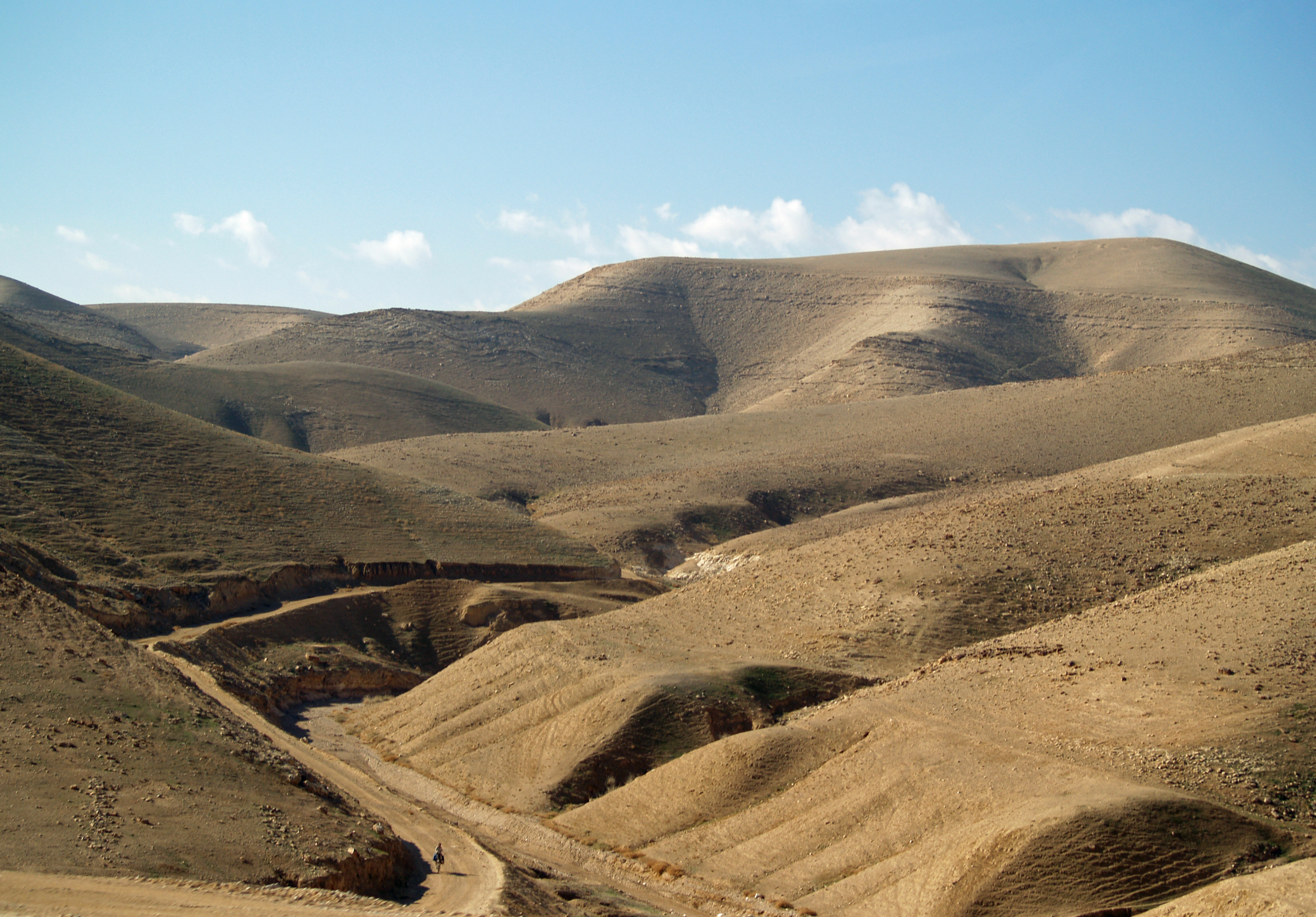
Judeen.

Judeen (hebreiska: יהודה, Yəhuda, tiberiska: Yəhûḏāh, "ärad", "lovad"; grekiska: Ιουδαία, Ioudaía; latin: Iudaea) är ett landskap i regionen Palestina. I biblisk tid användes namnet om området väster om floden Jordan, beläget mellan Idumeen i söder och Samarien och Galileen i norr. Namnet Judeen är ursprungligen en grekisk benämning som betyder "judarnas område".
Området utgörs av Jerusalem samt låglandet vid kusten, alltså Juda stams område (där judarna levde efter återkomsten från Babylon). Judeen, Samarien och Idumeen infogades i romarriket år 6 e.Kr. och styrdes av ståthållare.
I Israel har Judeen blivit en alltmer förekommande benämning på den södra delen av Västbanken, efter Israels ockupation 1967 av denna.
Både Israel och Palestina gör anspråk på Västbanken.